# Smolec

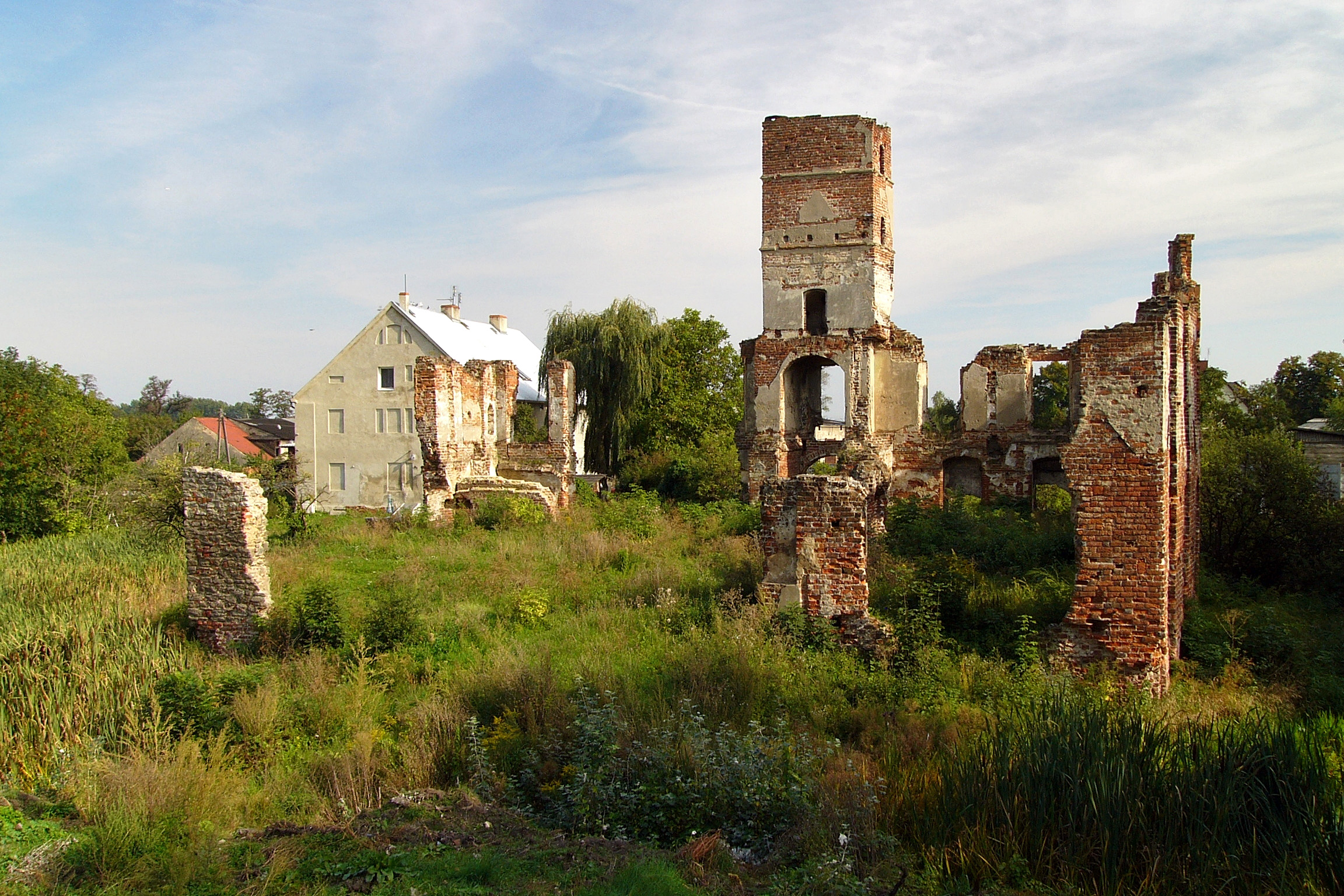
Schlossruine in Smolec

Smolec (deutsch  Schmolz) ist ein Ort in der Stadt- und Landgemeinde Kąty Wrocławskie (Kanth) im Powiat Wrocławski der Woiwodschaft Niederschlesien in Polen. Es liegt südwestlich von Breslau und grenzt direkt an die Stadt. Durch den Ort führt die Bahnstrecke Wrocław–Wałbrzych.
Einwohnerzahlen
Die Einwohnerzahlen steigen aufgrund der Nähe zur wachsenden Großstadt Breslau seit Jahren stetig an. Zum letzten Stichtag 31. Dezember 2019 hatte der Ort 4901 Einwohner.
| Jahr 1    | 2007 | 2008 | 2009 | 2010 | 2011 | 2012 | 2013 | 2014 | 2015 | 2016 | 2017 | 2018 | 2019 |
| --------- | ---- | ---- | ---- | ---- | ---- | ---- | ---- | ---- | ---- | ---- | ---- | ---- | ---- |
| Einwohner | 2432 | 2607 | 2790 | 3017 | 3208 | 3352 | 3487 | 3623 | 3767 | 3975 | 4298 | 4561 | 4901 |

## Sehenswürdigkeiten
Im Ort gibt es folgende als Kulturdenkmale erfasste Objekte:
- Anlage der Evangelischen Kirche; heute Römisch-Katholische Kirche der Geburt der Jungfrau Maria, 1908, mit Kirche, Presbyterium und Kirch- bzw. Friedhof, registriert seit 7. Juli 1993
- Burg-/Schlossruine, 1523, 19./20. Jahrhundert, registriert seit 27. Februar 1959